# Рудольф Гіден
Рудольф Гіден (фр. Rodolphe Hiden, 9 березня 1909, Ґрац — 11 вересня 1973, Відень) — австрійській футболіст, що грав на позиції воротаря. По завершенні ігрової кар'єри — тренер.
Виступав за клуби «Вінер Атлетік» та «Расінг» (Париж), а також національні збірні Австрії і Франції. Чемпіон Франції, володар кубка Австрії і триразовий володар Кубка Франції, фіналіст кубка Мітропи. У складі збірної — основний воротар знаменитого «Вундертіму», переможець кубка Центральної Європи.
Згідно з опитуванням Міжнародної федерації футбольної історії і статистики був визнаний найкращим австрійським воротарем XX сторіччя і посів 13-е місце у списку найкращих воротарів Європи.

## Кар'єра в Австрії
Народився 9 березня 1909 року в місті Ґрац. Вихованець футбольної школи клубу «Грацер АК». Уже в 16 років Гіден став відомим у футбольних колах Австрії як дуже перспективний воротар.
У вісімнадцятирічному віці Рудольф приєднався до складу команди «Вінер Атлетікспорт Клуб», відомішої як ВАК. «Грацер» отримав за свого воротаря 500 шилінгів. Гіден одразу закріпився в основному складі ВАКу, зігравши в сезоні 1927/28 18 матчів з 24 можливих, хоча сам клуб посів лише десяте місце в чемпіонаті. У тому ж сезоні ВАК дістався до фіналу Кубка Австрії. Гіден відстояв «на нуль» матчі 1/4 фіналу проти «Хакоаху» (4:0) і 1/2 фіналу проти «Герти» (2:0), але разом з командою не зумів вистояти у фінальній грі з чемпіоном країни «Адмірою» (1:2).
У двох наступних сезонах ВАК двічі виходив у півфінал кубка Австрії, а в чемпіонаті команда займала третє і четверте місця відповідно. 1930 року в кубковому матчі 1/8 фіналу проти «Брітенсе» відзначився забитим голом — партнери довірили своєму воротареві пробити пенальті на 81-й хвилині за рахунку 11:0.
Завдяки своїй успішній грі, Гіден швидко став зіркою національного рівня і незабаром отримав виклик у збірну. Рудольф був міцним і сміливим воротарем. Дуже добре грав на виходах, стрибав у гущу подій, не шкодуючи ні своїх, ні чужих. Але головною його якістю як воротаря була чудова реакція. Він витягував дуже важкі м'ячі з кутів воріт, граючи не тільки ефективно, але й ефектно, чим одразу завоював любов уболівальників. Завдяки Гідену і захиснику Карлу Сесті в австрійському футболі виник термін «штирійський гол», що означає недоладний гол, пропущений з провини воротаря. В одному з матчів такий гол пропустив виходець зі Штирії Рудольф, а жартівник Сеста вигукнув, що такий гол може пропустити лише штирієць.
Популярність молодого воротаря була великою не лише завдяки вдалій грі у воротах. Руді мав примітну зовнішність, модно і елегантно одягався, вів активне світське життя, був улюбленцем уболівальниів і уболівальниць. Гіден ввів у Австрії моду на чорні светри для воротарів. Він грав у чорному светрі з великим білим коміром, а на голові носив білу кепку, завжди пошиту згідно з новим фасоном.
У сезоні 1930/31 ВАК став лише сьомим у чемпіонаті, але здобув перемогу в Кубку Австрії 1931. Той розіграш турніру проводився за експериментальною схемою. 10 найсильніших команд країни грали за круговою схемою в одне коло. ВАК у дев'яти матчах жодного разу не програв і лише двічі зіграв унічию. Завдяки цьому клуб на одне очко випередив «Аустрію» і здобув трофей. Гіден демонстрував вдалу гру, разом з захисниками Карлом Сестою і Йоганном Бехером. Значний внесок у перемогу зробили також нападники клубу Гайнріх Гілтль і Гайнріх Мюллер, що забили по 10 голів.
Як переможець національного кубку, ВАК став учасником кубка Мітропи 1931 року. В чвертьфіналі клуб у першій грі несподівано розгромив у Будапешті місцеву «Хунгарію» з рахунком 5:1. Попри таку перевагу, матч-відповіді не видався для віденців простим. «Хунгарія» забила два м'ячі на 2-й і 3-й хвилинах матчу, а на початку другого тайму третій. Втім на більше угорці не спромоглися, бо чудову гру демонстрував Руді Гіден, а фактичну крапку у грі поставив нападник Вальтер Ганке на 81-й хвилині, встановивши остаточний рахунок — 1:3. В 1/2 фіналу ВАК зустрічався з чехословацькою «Спартою». У першій грі австрійці вдома поступились з рахунком 2:3. У матчі-відповіді ВАК вів у рахунку 3:0, але втратив перевагу, дозволивши «спартанцям» зрівняти рахунок. Перемогу і можливість зіграти у переграванні команді з Австрії приніс гол Гайнріха Гілтля на 88-й хвилині. У переграванні в Празі ВАК переміг 2:0 завдяки голам Франца Цізара і Гайнріха Гілтля і вийшов до фіналу. У фіналі зустрічались дві австрійські команди ВАК і чемпіон країни «Вієнна». В першій грі клуб Гідена вигравав після першого тайму 2:0, але втратив перевагу і поступився 2:3. У матчі-відповіді уже «Вієнна» у першому таймі вела з рахунком 2:0. Після перерви гравці ВАКу відіграли лише один гол і вдруге поступились супернику.
Наступного сезону ВАК став п'ятим у чемпіонату і дістався до фіналу Кубка Австрії. На вирішальну гру проти «Адміри» Гіден вивів свою команду у ролі капітана. Але матч вийшов невдалим для воротаря — він отримав у свої ворота шість голів, на що його команда відповіла лише одним. На той час Руді уже був великою зіркою європейського рівня, завдяки успішній грі за клуб і, особливо, у складі збірної Австрії. Багато сильніших клубів хотіли бачити його у рамці своїх воріт. Після завершення сезону 1932/33, у якому ВАК не мав особливих здобутків, Гіден залишив команду.

## Кар'єра у Франції

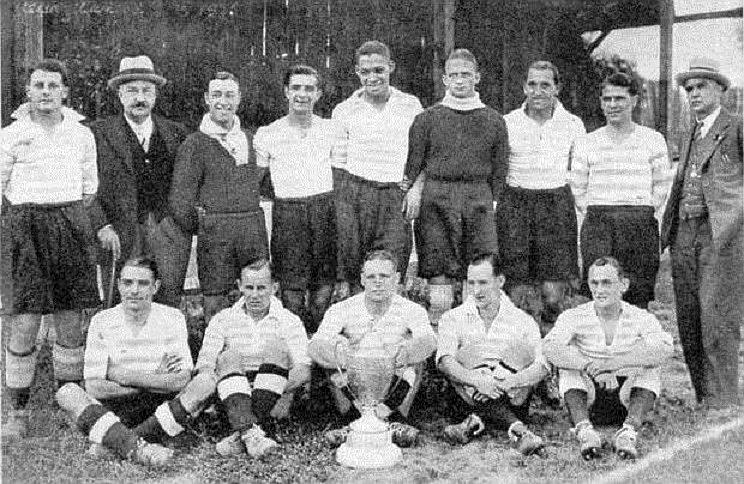
«Расинг» — володар кубка Франції 1936 року. Рудольф Гіден — шостий зліва у верхньому ряду.

Вперше Руді міг опинитися в закордонному клубі у 1930 році, коли відстояв «на нуль» матч проти збірної Англії. Австрійський воротар зацікавив знаменитого Герберта Чемпена, тренера «Арсеналу», найсильнішого клубу Англії того часу. Втім, на батьківщині футболу така перспектива викликала незадоволення, тому Гідену не дали дозвіл на працевлаштування в Англії. У підсумку, ця суперечка між «Арсеналом» і англійською асоціацією стала однією з причин введення заборони на виступи закордонних футболістів-професіоналів у англійській лізі.
У французькому футболі кінця 20-х — початку 30-х навпаки запрошення легіонерів було дуже популярним, бо давало змогу підвищувати рівень місцевого футболу. Коли в країні започаткували професіональну лігу, ще більше гравців стало переїжджати у французькі клуби. Гіден у 1933 році перейшов до клубу «Расінг» (Париж), який заплатив за воротаря 80 000 франків. У Франції Гіден також був зіркою. У складі «Расінга» виступало декілька відомих французьких футболістів, зокрема, Едмон Дельфур, Еміль Венант і Огюст Жордан. Останній також мав австрійське походження і на батьківщині був відомий як Густав Йордан.
У чемпіонаті країни «Расінг» регулярно вів боротьбу за призові місце. Свій єдиний у історії титул чемпіона Франції команда завоювала у 1936 році. Частину того чемпіонату Гіден пропустив через суперечки з керівництвом клубу по зарплатні, але все ж повернувся в другій частині сезону і 8 матчів зіграв. Того ж року команда здобула кубок Франції, перемігши у фіналі з рахунком 1:0 друголіговий «Шарлевіль». Тричі Руді завойовував з командою третє місце чемпіонату Франції в 1935, 1937 і 1939 роках. У кубку Франції клуб вдруге переміг у 1939 році. У фіналі команда Гідена перемогла «Олімпік» (Лілль) з рахунком 3:1. З початком Другої світової війни чемпіонат Франції перестав проводитись, але кубкові розіграші не припинились. 1940 року «Расінг» з Гіденом у складі втретє здобув кубок країни, перемігши у фіналі «Марсель» з рахунком 2:1. Пам'ятною є гра Гідена у складі «Расінга» з лондонським «Арсеналом», у якій знаменитий форвард англійців Тед Дрейк так і не зумів пробити австрійського воротаря.
Руді Гіден завершив професійну кар'єру футболіста виступами за команду «Расінг» (Париж) у 1943 році.

## Виступи за збірні
Сучасні джерела повідомляють, що у травні 1928 року Гіден дебютував складі національної збірної Австрії у грі проти збірної Югославії. Але фактично на той момент це була гра других збірних, адже в цей самий день основний склад Австрії проводив у Будапешті гру проти Угорщини, а основна югославська команда вдома приймала Румунію. Тим не менше, цей поєдинок, що завершився перемогою австрійців за рахунком 3:0, згодом був включений до офіційного реєстру, тому й заднім числом зараховується Гідену. Осінню 1928 року Рудольф виступав у складі збірної Відня у поєдинку проти збірної Берліна, що завершився впевненою перемогою його команди з рахунком 4:1. Враховуючи те, що всі найсильніші австрійські футболісти виступали у віденських клубах, збірна Відня була фактично тією ж збірною Австрії, тільки з більш розширеним списком гравців. І тренував команду той самий наставник — знаменитий Гуго Майсль.
У 1929 році Гіден не грав у національній команді, але активно виступав у збірній Відня. Щоправда, не надто вдало. У січні команда отримала п'ять сухих м'ячів від збірної Південної Німеччини. У травні дуже експериментальний склад віденців програв збірній Загреба з рахунком 1:2. У вересні Руді отримав чотири голи від збірної Праги, щоправда, його команда перемогла 5:4. І лише перемогу над збірною Берліна з рахунком 3:1 у жовтні 1929 року можна повністю занести до активу воротаря.
У березні 1930 року відбувся повноцінний дебют Гідена в основному складі збірної Австрії. Його команда в Празі зустрічалась зі збірною Чехословаччини. Візаві молодого Руді був уже досвідчений і знаменитий Франтішек Планічка. Обидва воротарі отримали у свої ворота по два голи і матч завершився внічию 2:2. За кілька тижнів після цього Гіден з партнерами зі збірної Відня взяв реванш за поразку річної давності в збірної Південної Німеччини — 3:0.
У травні 1930 року Рудольф був основним воротарем збірної в домашньому матчі проти Англії. Поєдинки проти родоначальників футболу у той час викликали величезний ажіотаж по всій Європі. Після цієї гри ім'я молодого австрійського воротаря стало відоме всім футбольним знавцям. Він відіграв блискуче, залишивши ворота недоторканими, а нульова нічия стала справжньою сенсацією. Знаменитий тренер Герберт Чепмен забажав отримати Гідена у свій «Арсенал».
У тому ж 1930 році Руді зіграв у товариському матчі проти Угорщини (2:3). На початку 1931 року стартував другий розіграв Кубка Центральної Європи. З Гіденом у воротах Австрія поступилась 1:2 збірній Італії, а також перемогла з таким самим рахунком Чехословаччину. Без Руді команда також зіграла 0:0 з командою Угорщини. Результати збірної не були провальними, але гра не вражала. Перед рядом товариських матчів Гуго Майсль вирішив суттєво оновити склад збірної. У воротах він продовжував довіряти Гідену, а ось у півзахисті і нападі з'явилось багато нових гравців. Так вперше у збірну були запрошені крайні нападники Карл Цишек і Адольф Фогль. Повернувся до складу супер-бомбардир Антон Шалль, що в тому сезоні вчетверте став найкращим бомбардиром чемпіонату Австрії. При цьому, на його рахунку за п'ять років активних виступів було лише шість матчів за збірну. Але головним кроком тренера стало повернення у склад улюбленця всієї Австрії — Маттіаса Сінделара, якого Майсль рідко викликав через те, що він майже не йшов у силову боротьбу. Саме ці четверо гравців стали авторами усіх п'яти голів (Цищек забив два) у матчі з дуже сильною збірної Шотландії, що завершився сенсаційною перемогою австрійців з рахунком 5:0. Через дев'ять днів у тому ж складі збірна Австрії вчинила ще один розгром, цього разу у Берліні збірній Німеччини — 6:0. Саме після цієї гри у німецькій пресі з'явилось прізвисько «Вундертім» (нім. Wunderteam — Диво-команда), яке надовго закріпилось за командою. Якщо раніше збірна намагалась грати силовий футбол, то тепер демонструвала легку, швидку і технічну гру, яку в пресі охрестили «віденські мережива». Хвалили перед усім нападників, але й про Гідена не забули, адже він залишив свої ворота недоторканими.
Восени австрійці продовжили свою ходу: розгромили ще раз Німеччину (5:0) і Швейцарію у кубку Центральної Європи (8:1). Виїзна нічия з Угорщиною (2:2) у рамках кубку також була внесена в позитив. 1932 року Австрія у Кубку Центральної Європи перемогла Італію (2:1) і Швейцарію (3:1), а також зіграла унічию з Чехословаччиною (1:1). Завдяки таким результатам команда впевнено здобула перше місце.
Перемогами для вундертіму завершувались і більшість товариських матчів 1932 року. У січні Гіден був учасником неофіційного матчу, що відбувався під вивіскою Червоні Дияволи — Вибір Відня (0:1), хоча у ньому грали фактично основні складі збірних Бельгії і Австрії. В квітні Рудольф взяв участь у розгромі збірної Угорщини — 8:2, а в жовтні у ще одній перемозі над угорцями з рахунком 3:2 в гостях. Але найбільш очікуваним для команди був грудневий поєдинок у Лондоні зі збірною Англії. Перший тайм гри Рудольф зіграв невдало: через його помилки англійці забили два голи. Після перерви сильніше виглядали уже австрійці — вони зуміли забити три голи, хоча й ще два пропустили, але були близькими до здобуття нічийного результату. Незважаючи на поразкуе, гра вундертіму справила враження на англійців і на стадіоні була встановлена меморіальна дошка в пам'ять про цей матч. Через кілька днів після матчу з англійцями, повертаючись додому, австрійці заїхали в Брюссель, де розгромили Бельгію — 6:1.
У 1933 році Руді виступав у двох міжнародних матчах збірної. Перший з них був неофіційним — його команда під ім'ям збірної Відня перемогла в гостях збірну Парижу  — 5:1. Через кілька тижнів також у Парижі уже зустрічались офіційні збірні Франції і Австрії. Австрійці випустили 6 тих самих гравців, що виступали у поєдинку збірних міст, а ось французи повністю оновили склад, але результат матчу вийшов майже тим самим — 4:0 на користь команди Гідена. Ці поєдинки зіграли важливу роль у подальшій кар'єрі Рудольфа, адже після завершення сезону 1932/33 він переїхав саме в паризький клуб «Расінг».
Після переїзду у Францію Гіден більше не викликався в збірну. В той час тренери збірних спиралися на тих гравців, що виступали перед їх очима на батьківщині. Запрошення в збірну легіонерів було рідкістю. Таким чином Руді не зумів виступити на чемпіонаті світу 1934, куди Австрія вирушала одним із головних фаворитів. Протягом кар'єри в національній команді Австрії, яка тривала 6 років, він провів у її формі 20 офіційних матчів, пропустивши 25 голів.
Після Аншлюсу 1938 року, коли Австрія фактично перестала існувати як країна, Гіден отримав французьке громадянство. Завдяки цьому в січні 1940 року він отримав виклик до складу збірної Франції. Зіграв у товариському матчі проти збірної Португалії, що завершився перемогою французів з рахунком 3:2.

## Кар'єра тренера і смерть
Після завершення кар'єри гравця справи у Гідена, що звик вести розкішне світське життя, складались не дуже вдало. Воєнні і післявоєнні роки він провів у Франції і її колоніях. Рудольф відкрив дорогий бар, але ця справа швидко прогоріла.
1951 року в Італії він розпочав тренерську кар'єру, очоливши клуб «Салернітана». 1953 року став наставником команди «Палермо», тренував клуб зі столиці Сицилії один рік. Протягом кар'єри також очолював команди клубів «Рьюніте Мессіна» та «Каррарезе». Всі ці клуби були далекими від еліти тодішнього італійського футболу. Останнім місцем тренерської роботи був клуб «Салернітана», головним тренером команди якого Рудольф Гіден знову був з 1963 по 1964 рік.
Під час одного з тренувань Гіден відчув різкий біль у нозі. В лікарні йому провели операцію, в результаті якої зачепили нерв. Крім того, його будинок поблизу Трапані був зруйнований під час землетрусу. Руді залишився без дому і не отримав компенсації, бо був іноземним громадянином.
В 1967 році Гіден повернувся в Австрію, де спробував себе у готельному бізнесі, але невдало. Жив у квартирі свого друга і тренера з часів виступів за ВАК Карла Гаєра. Старі проблеми з ногою призвели до ампутації, а пенсію по інвалідності отримати не вдалося через труднощі з відновленням австрійського громадянства.
Помер 11 вересня 1973 року на 65-му році життя у місті Відень і був похований за розпорядженням канцлера Бруно Крайського за рахунок держави. Пізніше ім'ям Рудольфа Гідена була названа вулиця у Відні.

## Титули і досягнення
- Володар Кубка Австрії (1):

ВАК: 1931
- Фіналіст Кубка Австрії (2):

ВАК: 1928, 1932
- Бронзовий призер чемпіонату Австрії (1):

ВАК: 1929
- Фіналіст Кубка Мітропи (1):

ВАК: 1931
- Чемпіон Франції (1):

«Расінг» (Париж): 1936
- Бронзовий призер чемпіонату Франції (3):

«Расінг» (Париж): 1935, 1937, 1939
- Володар Кубка Франції (3):

«Расінг» (Париж): 1936, 1939, 1940
- Володар кубка Центральної Європи (1):

Австрія: 1932

## Статистика

### Статистика клубних виступів
| Сезон             | Команда           | Чемпіонат         | Чемпіонат | Чемпіонат | Кубок | Кубок | Кубок Мітропи | Кубок Мітропи |
| Сезон             | Команда           | Ліга              | Ігри      | Голи      | Ігри  | Голи  | Ігри          | Голи          |
| ----------------- | ----------------- | ----------------- | --------- | --------- | ----- | ----- | ------------- | ------------- |
| 1927/28           | «Вінер АК»        | Д-1               | 18        | 0         | 6     | 0     | —             | —             |
| 1928/29           | «Вінер АК»        | Д-1               | 22        | 0         | 5     | 0     | —             | —             |
| 1929/30           | «Вінер АК»        | Д-1               | 20        | 0         | 5     | 1     | —             | —             |
| 1930/31           | «Вінер АК»        | Д-1               | 13        | 0         | 9     | 0     | —             | —             |
| 1931/32           | «Вінер АК»        | Д-1               | 22        | 0         | 6     | 0     | 7             | 0             |
| 1932/33           | «Вінер АК»        | Д-1               | 18        | 0         | 3     | 0     | —             | —             |
| Усього в Австрії  | Усього в Австрії  | Усього в Австрії  | 113       | 0         | 34    | 1     | 7             | 0             |
| 1933/34           | «Расінг» (Париж)  | Д-1               | 23        | 0         | 2     | 0     | —             | —             |
| 1934/35           | «Расінг» (Париж)  | Д-1               | 28        | 0         | 2     | 0     | —             | —             |
| 1935/36           | «Расінг» (Париж)  | Д-1               | 8         | 0         | 4     | 0     | —             | —             |
| 1936/37           | «Расінг» (Париж)  | Д-1               | 23        | 0         | 4     | 0     | —             | —             |
| 1937/38           | «Расінг» (Париж)  | Д-1               | 25        | 0         | 2     | 0     | —             | —             |
| 1938/39           | «Расінг» (Париж)  | Д-1               | 21        | 0         | 6     | 0     | —             | —             |
| 1939/40           | «Расінг» (Париж)  | —                 | —         | —         | 3     | 0     | —             | —             |
| 1940/41           | «Расінг» (Париж)  | —                 | —         | —         | 3     | 0     | —             | —             |
| 1941/42           | «Расінг» (Париж)  | —                 | —         | —         | 3     | 0     | —             | —             |
| 1942/43           | «Расінг» (Париж)  | —                 | —         | —         | 2     | 0     | —             | —             |
| Усього у Франції  | Усього у Франції  | Усього у Франції  | 128       | 0         | 31    | 0     | —             | —             |
| Усього за кар'єру | Усього за кар'єру | Усього за кар'єру | 241       | 0         | 65    | 1     | 7             | 0             |

### Статистика виступів за збірну
| Дата       | Місто    | Господарі      | Результат | Гості          | Турнір                             | Голи | Примітки |
| ---------- | -------- | -------------- | --------- | -------------- | ---------------------------------- | ---- | -------- |
| 06/05/1928 | Відень   | Австрія        | 3 – 0     | Югославія      | товариський матч                   | -    |          |
| 23/03/1930 | Прага    | Чехословаччина | 2 – 2     | Австрія        | товариський матч                   | -2   |          |
| 14/05/1930 | Відень   | Австрія        | 0 – 0     | Англія         | товариський матч                   | -    |          |
| 01/06/1930 | Будапешт | Угорщина       | 2 – 1     | Австрія        | товариський матч                   | -2   |          |
| 21/09/1930 | Відень   | Австрія        | 2 – 3     | Угорщина       | товариський матч                   | -3   |          |
| 22/02/1931 | Мілан    | Італія         | 2 – 1     | Австрія        | Кубок Центральної Європи 1931—1932 | -2   |          |
| 12/04/1931 | Відень   | Австрія        | 2 – 1     | Чехословаччина | Кубок Центральної Європи 1931—1932 | -1   |          |
| 16/05/1931 | Відень   | Австрія        | 5 – 0     | Шотландія      | товариський матч                   | -    |          |
| 24/05/1931 | Берлін   | Німеччина      | 0 – 6     | Австрія        | товариський матч                   | -    |          |
| 13/09/1931 | Відень   | Австрія        | 5 – 0     | Німеччина      | товариський матч                   | -    |          |
| 04/10/1931 | Будапешт | Угорщина       | 2 – 2     | Австрія        | Кубок Центральної Європи 1931—1932 | -2   | 90'      |
| 29/11/1931 | Базель   | Швейцарія      | 1 – 8     | Австрія        | Кубок Центральної Європи 1931—1932 | -1   |          |
| 20/03/1932 | Відень   | Австрія        | 2 – 1     | Італія         | Кубок Центральної Європи 1931—1932 | -1   |          |
| 24/04/1932 | Відень   | Австрія        | 8 – 2     | Угорщина       | товариський матч                   | -2   |          |
| 22/05/1932 | Прага    | Чехословаччина | 1 – 1     | Австрія        | Кубок Центральної Європи 1931—1932 | -1   |          |
| 02/10/1932 | Будапешт | Угорщина       | 2 – 3     | Австрія        | товариський матч                   | -2   |          |
| 23/10/1932 | Відень   | Австрія        | 3 – 1     | Швейцарія      | Кубок Центральної Європи 1931—1932 | -1   |          |
| 7/12/1932  | Лондон   | Англія         | 4 – 3     | Австрія        | товариський матч                   | -4   |          |
| 11/12/1932 | Брюссель | Бельгія        | 1 – 6     | Австрія        | товариський матч                   | -1   |          |
| 12/02/1933 | Париж    | Франція        | 0 – 4     | Австрія        | товариський матч                   | -    |          |
| Усього     |          | Матчів         | 20        |                | Голів                              | -25  |          |

| Дата       | Місто | Господарі | Результат | Гості      | Турнір           | Голи | Примітки |
| ---------- | ----- | --------- | --------- | ---------- | ---------------- | ---- | -------- |
| 28.01.1940 | Париж | Франція   | 3 – 2     | Португалія | товариський матч | -2   |          |
| Усього     |       | Матчів    | 1         |            | Голів            | -2   |          |

### Статистика виступів у кубку Мітропи
| №                      | Розіграш               | Стадія                 | Дата та місце проведення | Команда 1              | Рахунок | Команда 2      | Голи |
| ---------------------- | ---------------------- | ---------------------- | ------------------------ | ---------------------- | ------- | -------------- | ---- |
| 1                      | 1931                   | 1/4                    | 13.08.1931 Будапешт      | Хунгарія               | 1:5     | ВАК            |      |
| 2                      | 1931                   | 1/4                    | 19.08.1931 Відень        | ВАК                    | 1:3     | Хунгарія       |      |
| 3                      | 1931                   | 1/2                    | 10.09.1931 Відень        | ВАК                    | 2:3     | Спарта (Прага) |      |
| 4                      | 1931                   | 1/2                    | 17.09.1931 Будапешт      | Спарта (Прага)         | 3:4     | ВАК            |      |
| 5                      | 1931                   | 1/2 перегравання       | 7.10.1931 Будапешт       | Спарта (Прага)         | 0:2     | ВАК            |      |
| 6                      | 1931                   | фінал                  | 8.11.1931 Цюрих          | Ферст Вієнна           | 3:2     | ВАК            |      |
| 7                      | 1931                   | фінал                  | 12.11.1931 Відень        | ВАК                    | 1:2     | Ферст Вієнна   |      |
| Всього у кубку Мітропи | Всього у кубку Мітропи | Всього у кубку Мітропи | Всього у кубку Мітропи   | Всього у кубку Мітропи | 7       |                | 0    |